# 張爌
張爌，河南商丘縣人。清朝政治人物、進士出身。

## 生平
順治三年（1646年）登丙戌科進士。授山西曲沃縣知縣。